# Buchen (Altusried)
Buchen ist ein Gemeindeteil der Marktgemeinde Altusried im Landkreis Oberallgäu im bayerischen Regierungsbezirk Schwaben.
Der Weiler liegt auf der Gemarkung Altusried auf einem Höhenrücken zwischen Iller und Rohrach.
Im Markt Altusried gibt es einen weiteren Gemeindeteil gleichen Names auf der Gemarkung Kimratshofen.